# James Francis Stephens
James Francis Stephens (Shoreham, Adur, 16 de septiembre de 1792 - Kensington, 22 de diciembre de 1852) fue un entomólogo y naturalista inglés.

## Primeros años
Era hijo del capitán de navío William James Stephens (f. 1799) y de Mary Peck (después Mrs Dallinger). Se interesó por la naturaleza desde que estaba en la escuela. Estudió en el Blue Coat School, en Hertford y luego en el Christ's Hospital de Londres. En 1800 fue enviado a estudiar bajo la dirección de Shute Barrington (1734–1826), obispo de Durham.

## Funcionario
Desde 1807 y hasta 1845 trabajó en Somerset House como funcionario del Almirantazgo británico. En 1822 se casó con Sarah, hija del capitán Roberts.

## Zoología
Escribió el manuscrito Catálogo de Animales Británicos en 1808. Fue elegido miembro de la Sociedad Linneana de Londres el 17 de febrero de 1815 y de la Sociedad Zoológica de Londres en 1826. Entre 1815 y 1825 se interesó por la Ornitología y contribuyó con el trabajo de George Shaw (1751-1813). En 1818 se le concedió una licencia en su empleo para que ayudara a William Elford Leach a organizar su colección de insectos en el Museo Británico. Retornó al Almirantazgo pero los conflictos con sus superiores lo llevaron a renunciar antes de haber completado el tiempo para obtener su pensión de jubilación.

## Entomología
Desde 1819 se dedicó a trabajar sin remuneración en el Museo Británico, habiendo descrito durante su labor al menos 2800 especies de insectos. En 1833 fue fundador de la que llegaría a ser la Royal Entomological Society of London.
Stephens hizo una gran colección de insectos incluyendo muchos especímenes tipo. Charles Darwin, cuando estudiaba en la Universidad de Cambridge, era en un entusiasta coleccionista de insectos y le envió a Stephens los registros de los insectos más raros que había capturado y se puso muy feliz cuando Stephen le dio el crédito en las Illustrations of British Insects por la captura de los insectos descritos en 33 entradas. Darwin escribió en su autobiografía que "ningún poeta ha sentido más placer al ver a su primer poema publicado que yo al ver en las ilustraciones de Stephen las palabras mágicas: capturado por C. Darwin."
Tras la muerte de Stephens, su colección de insectos fue adquirida por el Museo Británico. Su biblioteca fue comprada por Henry Tibbats Stainton (1822-1892) quien mantuvo la tradición de su propietario original de llevar los libros a disposición de otros entomólogos las noches de los miércoles. Stainton también publicó un catálogo de estos libros, la Bibliotheca Stephensiana (1853).

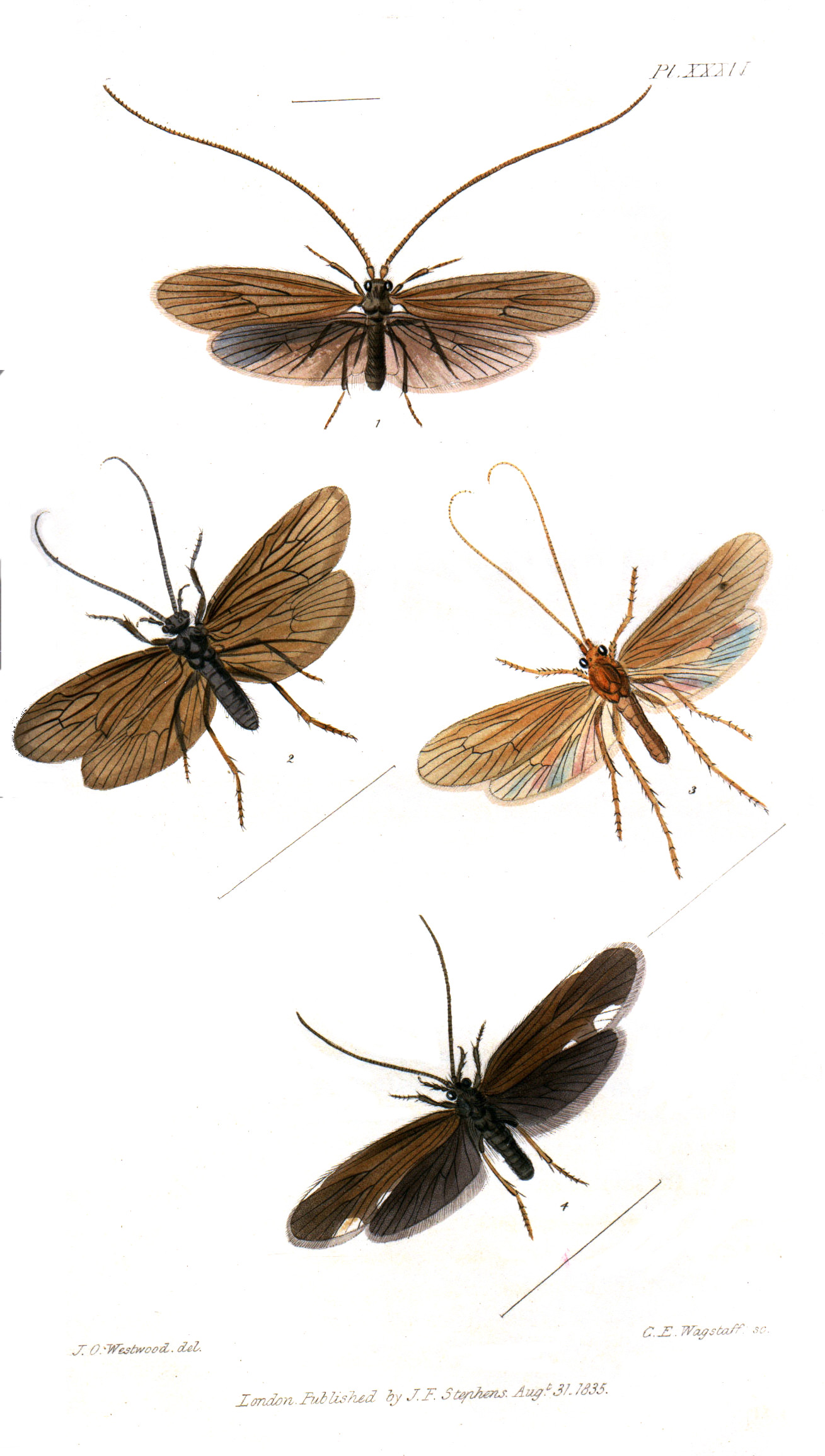
Ilustración de Trichoptera en la Entomología Británica de Stephen.

## Obra
- General zoology o Systematic natural history Londres, impreso para G. Kearsley en parte con George Shaw y solo el autor de los últimos 6 v. de 16 tras el deceso de George Shaw (1800–1826) - I-II Mammalia (1800), III- Amphibia (1802), Pisces (1803-4), VI Insecta (1806), VII-VIII Aves (1809-120, IX-XIV, pt. 1. Aves (J. F. Stephens alone) (1815–26), XIV, pt. 2 General index to the zoology by G. Shaw and J. F. Stephens (1826)
- Nomenclature of British Insects: Being a Compendious List of Such Species (1829).
- A systematic Catalogue of British insects: being an attempt to arrange all the hitherto discovered indigenous insects in accordance with their natural affinities. Containing also the references to every English writer on entomology, and to the principal foreign authors. With all the published British genera to the present time(1829.)
- Illustrations of British Entomology; or, a synopsis of indigenous insects, containing their generic and specific distinctions; with an account of their metamorphoses, times of appearance, localities, food, and economy, as far as practicable, 10 v. (1828–1846).